# Peperomia fragilissima
Peperomia fragilissima är en pepparväxtart som beskrevs av William Trelease. Peperomia fragilissima ingår i släktet peperomior, och familjen pepparväxter. Inga underarter finns listade i Catalogue of Life.